# 圣老楞佐圣殿 (肯普滕)

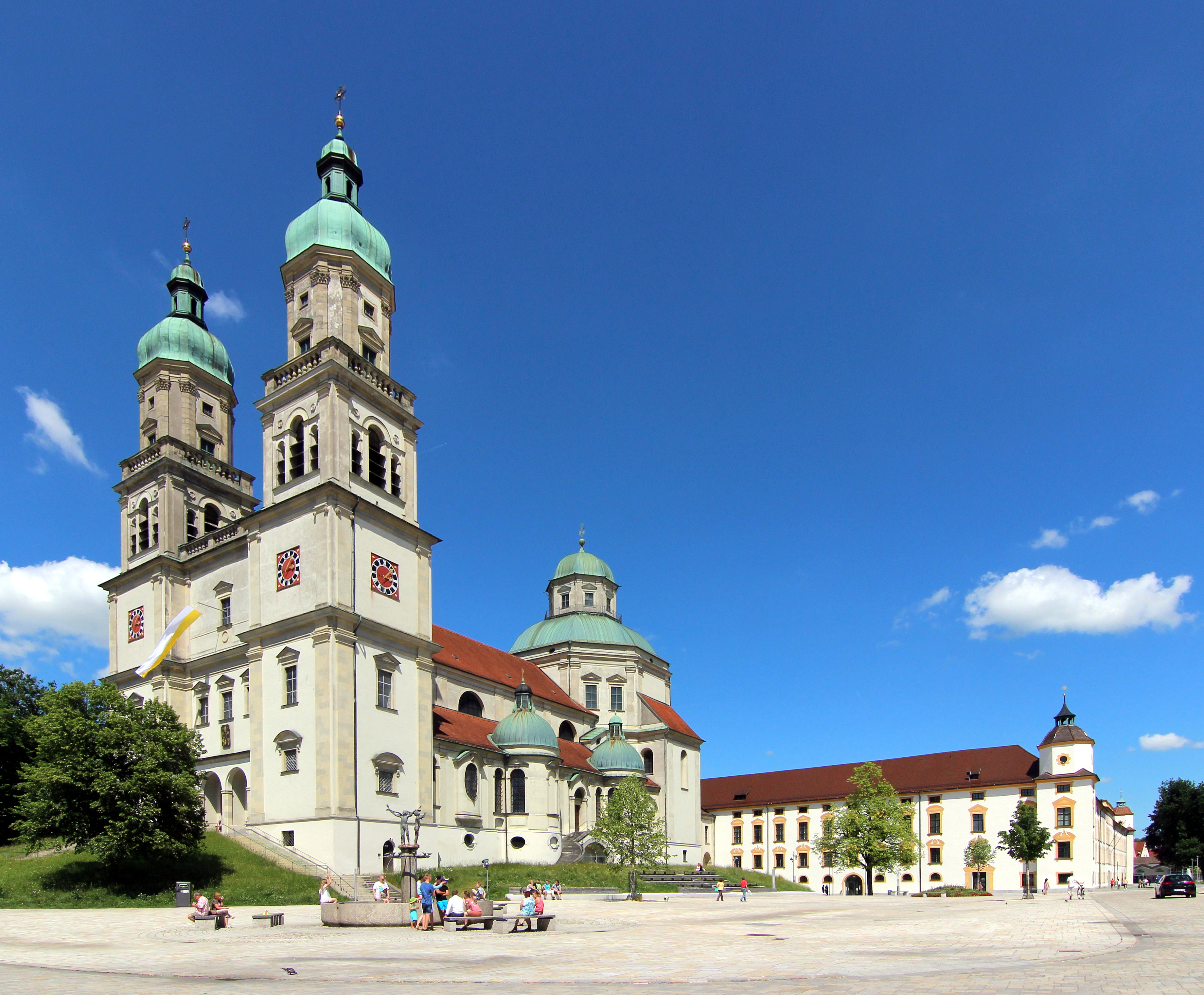
外观

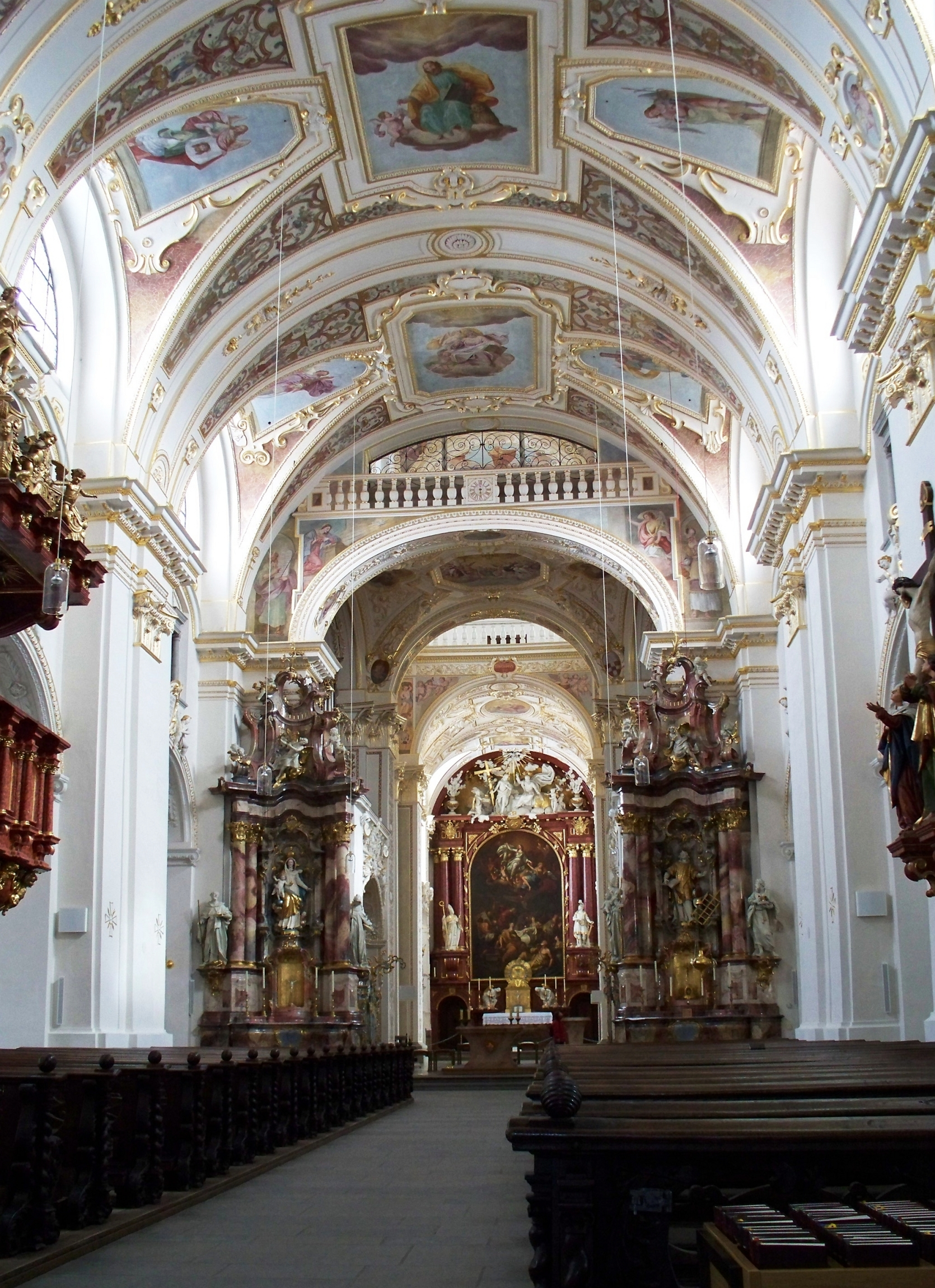
内部

圣老楞佐圣殿是一座罗马天主教宗座圣殿,位于德国巴伐利亚州肯普滕,巴洛克式风格，供奉殉道士圣老楞佐。该堂本是本笃会 修道院教堂 ,目前用作天主教奥格斯堡教区的堂区教堂。